# Cyclone Idai
Le cyclone Idai est la onzième dépression tropicale à se former lors de la saison cyclonique 2018-2019 dans l'océan Indien sud-ouest, la dixième à devenir une tempête tropicale et le septième système à atteindre le stade de cyclone tropical intense. Il est né d'une dépression tropicale qui s'est formée le 4 mars 2019 au large de la côte est du Mozambique, est ensuite entré dans les terres, causant des inondations, avant de retourner le 9 mars vers le canal du Mozambique où elle a atteint le statut de cyclone tropical intense le 11 mars et frôler la côte ouest de Madagascar. Se tournant ensuite vers le sud-ouest, Idai se dirigea vers le sud du Mozambique et atteignit son intensité maximale le 14 mars avec des vents soutenus maximums sur 10 minutes de 195 km/h, 205 km/h sur 1 minute, atteignant donc la catégorie 3 sur l'échelle de Saffir - Simpson et une pression centrale minimale de 940 hPa. Le jour suivant, le système frappait Beira après voir légèrement faibli. Son parcours subséquent dans les terres laissa des pluies torrentielles alors qu'elle devenait post-tropicale le 16 mars pour se dissiper le 21 mars.
Ce puissant cyclone tropical, équivalent de la catégorie 3 de l'échelle de Saffir-Simpson, a frappé le Mozambique, le Zimbabwe, le Malawi et Madagascar. Certaines extrapolations au 22 mars faisaient état d'une possibilité de plus de 1 000 morts en Afrique australe et elles furent confirmées par les rapports subséquents. Les dommages furent estimés au Mozambique, Zimbabwe, Madagascar et Malawi à au moins 2 milliards $US dont un milliard aux infrastructures

## Évolution météorologique

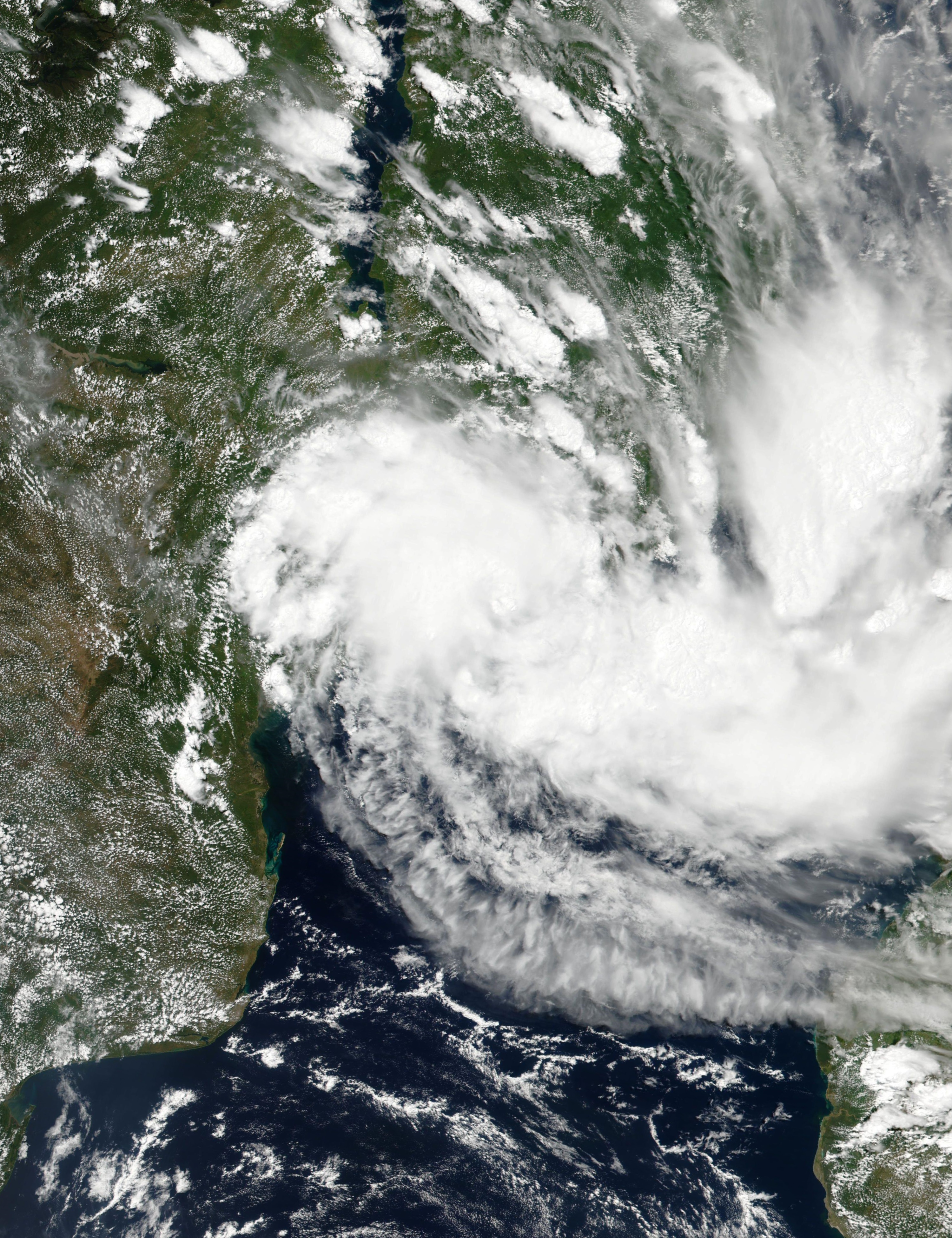
La dépression tropicale qui donnera Idai passant sur le Mozambique le 4 mars.

La dépression tropicale 11 s'est formée le 4 mars sur la côte est du Mozambique et a dérivé très lentement vers le nord-est, atteignant le Mozambique plus tard dans la journée. Le 6 mars, le Joint Typhoon Warning Center (JTWC) a commencé à émettre des bulletins. Le 7 mars, la tempête s'est dirigée ouest-sud-ouest, tout en conservant son identité tropicale même en restant sur terre. Le 8 mars, elle a fait demi-tour vers l'est et tôt le lendemain a émergé dans le canal du Mozambique. Plus tard le même jour, le système s’est transformé en tempête tropicale modérée et a reçu le nom Idai.
Le 10 mars, Idai a commencé à s'intensifier rapidement, se transformant en un cyclone tropical près de Madagascar, et le système a alors tourné en direction du sud-ouest. Le lendemain, la tempête s'est intensifiée pour devenir le septième cyclone tropical intense de la saison et a bientôt atteint un premier pic d'intensité en tant que cyclone tropical de avec des vents soutenus sur 10 minutes de 175 km/h. Le 12 mars, Idai a commencé à s'affaiblir, alors que le système subissait un cycle de remplacement du mur de l'œil. Le 13 mars, il a commencé à accélérer vers l'ouest puis a rencontré des conditions favorables et a atteint son maximum d'intensité le 14 mars vers 0 h UTC à 195 km/h et une pression centrale minimale de 940 hPa, soit l'équivalent de la catégorie 3 dans l'échelle de Saffir-Simpson.
Le cyclone a commencé à faiblir par la suivre en approchant de la côte mozambicaine. Le 15 mars à 0 h UTC, le CMRS de La Réunion a annoncé qu’Idai avait touché terre près de Beira, au Mozambique, avec des vents soutenus de 10 minutes à 165 km/h. Idai s'est ensuite rapidement affaibli en entrant sur les terres et a dégénéré en dépression tropicale plus tard dans la journée. Par la suite, Idai s'est lentement déplacé tout en déversant de grandes quantités de pluie, ce qui a entraîné des inondations générales. Tard le 16 mars, le système a dégénéré en dépression qui a continué à déverser des pluies dans la région. Le 17 mars, le reste d’Idai s'est à nouveau tourné vers l'est, pour finalement revenir dans le canal de Mozambique une deuxième fois le 19 mars.

## Impacts
Idai a provoqué des vents violents et de graves inondations à Madagascar, au Mozambique, au Malawi et au Zimbabwe, qui ont fait au moins 733 morts au 23 mars, et touché plus de 2,6 millions de personnes. Des dégâts catastrophiques ont particulièrement affecté la ville de Beira et ses environs, dans le sud du Mozambique. Le président du Mozambique a déclaré que plus de 1 000 personnes pourraient être mortes lors de la tempête. Après le cyclone, une crise humanitaire majeure s'est produite, des centaines de milliers de personnes ayant besoin d'une assistance urgente au Mozambique et au Zimbabwe. Dans le premier pays, les sauveteurs ont été forcés de laisser mourir des personnes afin d'en sauver d'autres.
| Pays       | Morts | Disparus | Blessés | Sinistrés | Dommages ($US de 2019) |
| ---------- | ----- | -------- | ------- | --------- | ---------------------- |
| Madagascar | 1     | 2        | 0       | 1 100     | NC                     |
| Malawi     | 60    | 3        | 577     | 922 900   | NC                     |
| Mozambique | 602,  | Milliers | >1 611  | 1 850 000 | 773 000 000 $          |
| Zimbabwe   | 344   | 257      | 232     | 270 000   | NC                     |
| Totaux :   | 1 007 | >2 262   | >2 450  | 3 044 000 | ≥2 milliards $US       |

### Première frappe

#### Mozambique

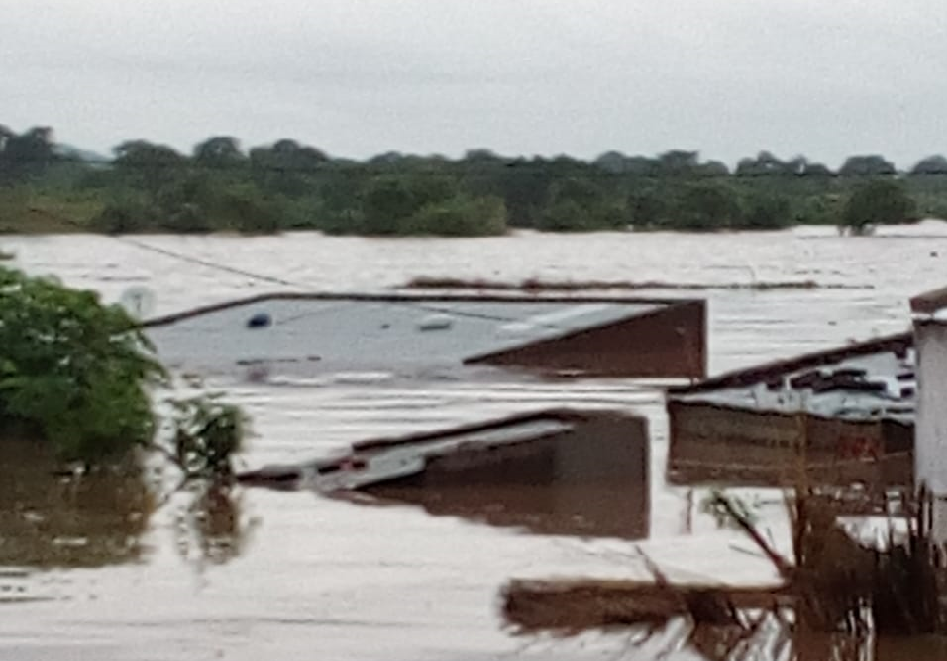
Inondations à Tete au Mozambique.

Les inondations provoquées par la dépression initiale ont débuté le 6 mars au Mozambique, touchant principalement les provinces du centre-nord. Les provinces de Niassa, Tete et Zambézie furent touchées, particulièrement cette dernière. Les inondations causées par la dépression tropicale ont tué 66 personnes et en ont blessé 111 autres. Il a été signalé que 5 756 maisons avaient été détruites et que 15 467 autres avaient été touchées. En outre, huit hôpitaux et 938 salles de classe furent détruits. Les inondations ont également détruit 168 000 hectares de cultures.

#### Malawi
Comme dépression tropicale, Idai a provoqué également des pluies torrentielles dans le sud-est du Malawi. Des précipitations supérieures à la moyenne furent enregistrées dans ces régions en janvier, ce qui a accru le risque d'inondation. Des inondations généralisées ont commencé le 9 mars, emportant des ponts et des routes et détruisant de nombreuses habitations. Quatorze districts ont subi les effets directs de la tempête, Nsanje et Phalombe étant les plus durement touchés,.
La montée des eaux a submergé les infrastructures d'atténuation des inondations, provoquant l'effondrement de barrages. Environ 1 400 maisons furent détruites à Blantyre. Deux centrales hydroélectriques situées le long de la rivière Shire furent endommagées et mises hors service, entraînant la perte de 270 MW des 320 MW de capacité de production d'énergie hydroélectrique du pays.
La catastrophe a touché directement 922 900 personnes dans le pays, dont 460 000 enfants, dont 125 382 furent déplacées ou sont devenus sans abri,. Au total, 60 personnes ont été tuées et 577 autres auraient été blessées à la suite d'inondations,. Trois autres personnes sont portées disparues.

#### Madagascar
Une fois qu’Idai a traversé le canal de Mozambique, le système a entraîné de fortes pluies dans le nord-ouest de Madagascar, avec des accumulations localisées d'environ 400 mm. Les inondations et les glissements de terrain à Besalampy ont tué une personne, 2 furent portées disparues. Environ 1 100 personnes furent affectées et 137 maisons furent fortement endommagées, Les dommages moins importants furent généralisés  aux maisons, hôpitaux et écoles. De nombreux câbles électriques et téléphoniques furent endommagés ou détruits.

### Seconde frappe

#### Mozambique

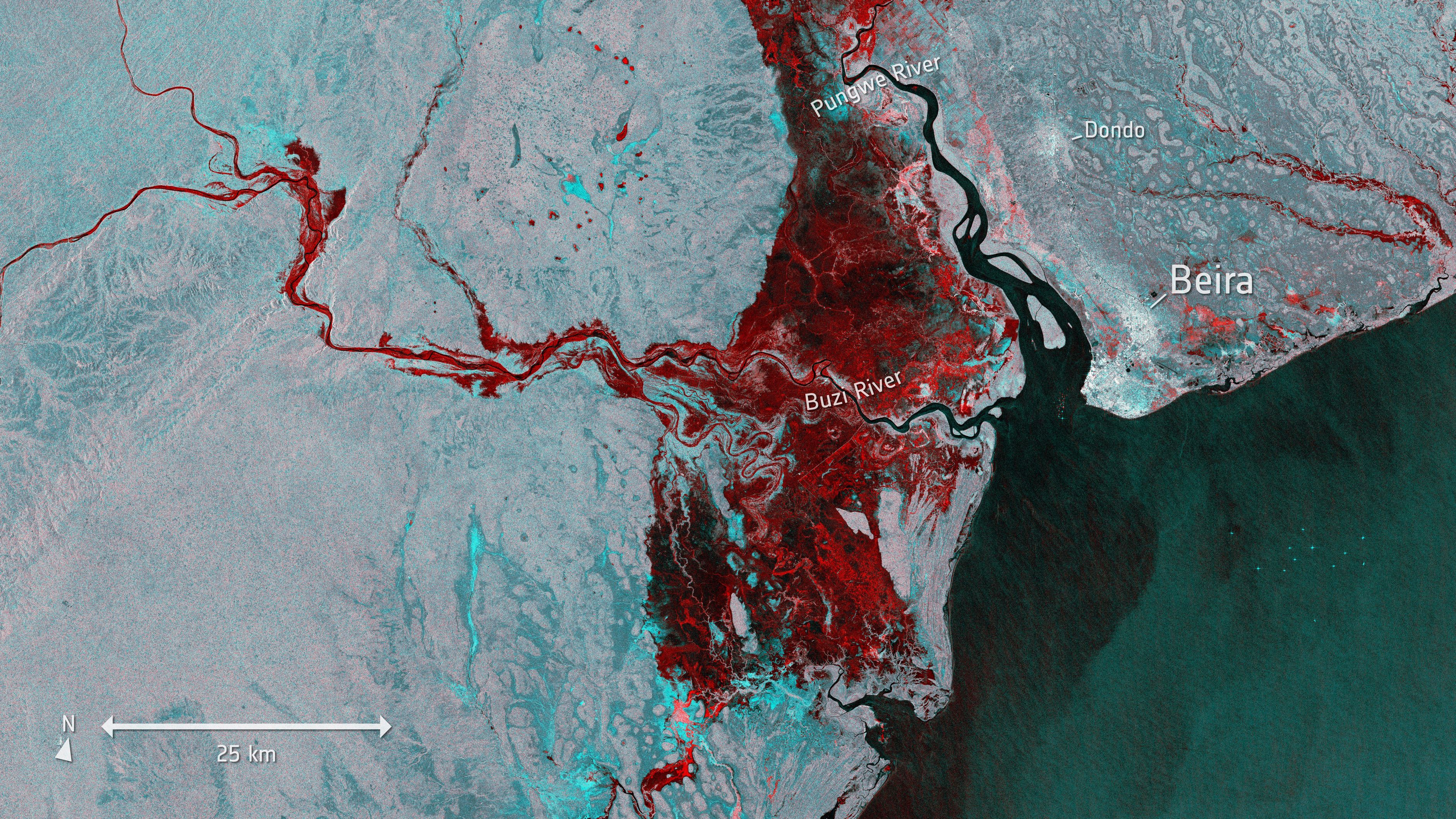
Vue par le satellite Copernicus Sentinel-1 de la zone inondée autour de Beira.

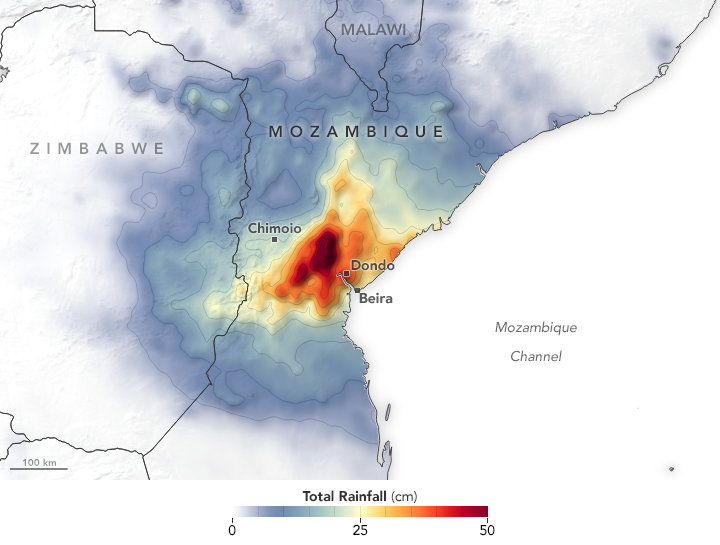
accumulations de pluies avec la seconde frappe.

Le 15 mars, le cyclone Idai a dévasté la ville portuaire mozambicaine de Beira, l’une des plus grandes villes du pays. La cité portuaire, porte d’entrée vers l’Afrique australe, aurait été « endommagée ou détruite » à 90 % et totalement coupée du reste du pays. Le cyclone a provoqué une onde de tempête de 4,4 m, couplée à des pluies torrentielles, causant des inondations désastreuses. Les responsables ont qualifié les vastes zones inondées « d'océan intérieur » visible de l'espace,. Les précipitations dans la ville ont dépassé les 200 mm.
Un raz de marée semblable à un tsunami a aussi dévasté la ville côtière de Nhamatanda, entraînant la mort de nombreuses personnes et détruisant la ville. Les gens ont dû se précipiter sur les toits pour survivre. L'entrée dans les terres a poursuivi les dégâts catastrophiques sur une grande partie du centre et de l'ouest du Mozambique. Les vents destructeurs ont dévasté les communautés côtières et les inondations soudaines ont détruit les communautés de l'intérieur dans ce que l'Organisation météorologique mondiale a qualifié de l'« une des pires catastrophes météorologiques de l'hémisphère sud ». Les précipitations les plus importantes, de plus de 600 mm, sont tombées près de Chimoio.
Quelques jours après avoir l'entrée dans les terres, les fleuves Buzi et Pungwe dans le centre du Mozambique ont débordé. Le 17 mars, la crue a atteint les rivières des provinces occidentales du Mozambique et le président Filipe Nyusi a déclaré que des villages entiers avaient disparu le long des rives des fleuves Buzi et Pungwe. Le 23 mars, l'ONU a prévenu que les fleuves Buzi et Zambèze pourraient être à nouveau inondés.
Le gouvernement mentionna initialement que 600 000 habitants étaient touchés par le cyclone mais le chiffre fut rapidement révisé à environ 1,7 million par les Nations unies. Au 7 avril, au moins 532 décès furent signalés par la seconde frappe, dus aux effets combinés des inondations et du vent. Les évaluations faisaient état de la destruction de 36 747 maisons, 19 733 autres endommagées et de l'inondation de 15 784 bâtiments supplémentaires. Le nombre de sinistrés était aussi rehaussé à 1,85 million. Outre les dommages causés aux infrastructures, environ 500 000 hectares de cultures furent endommagés ou détruits à l’échelle nationale dont une grande partie des terres était proche du temps de récolte, aggravant ainsi le risque de pénurie alimentaire.

#### Zimbabwe

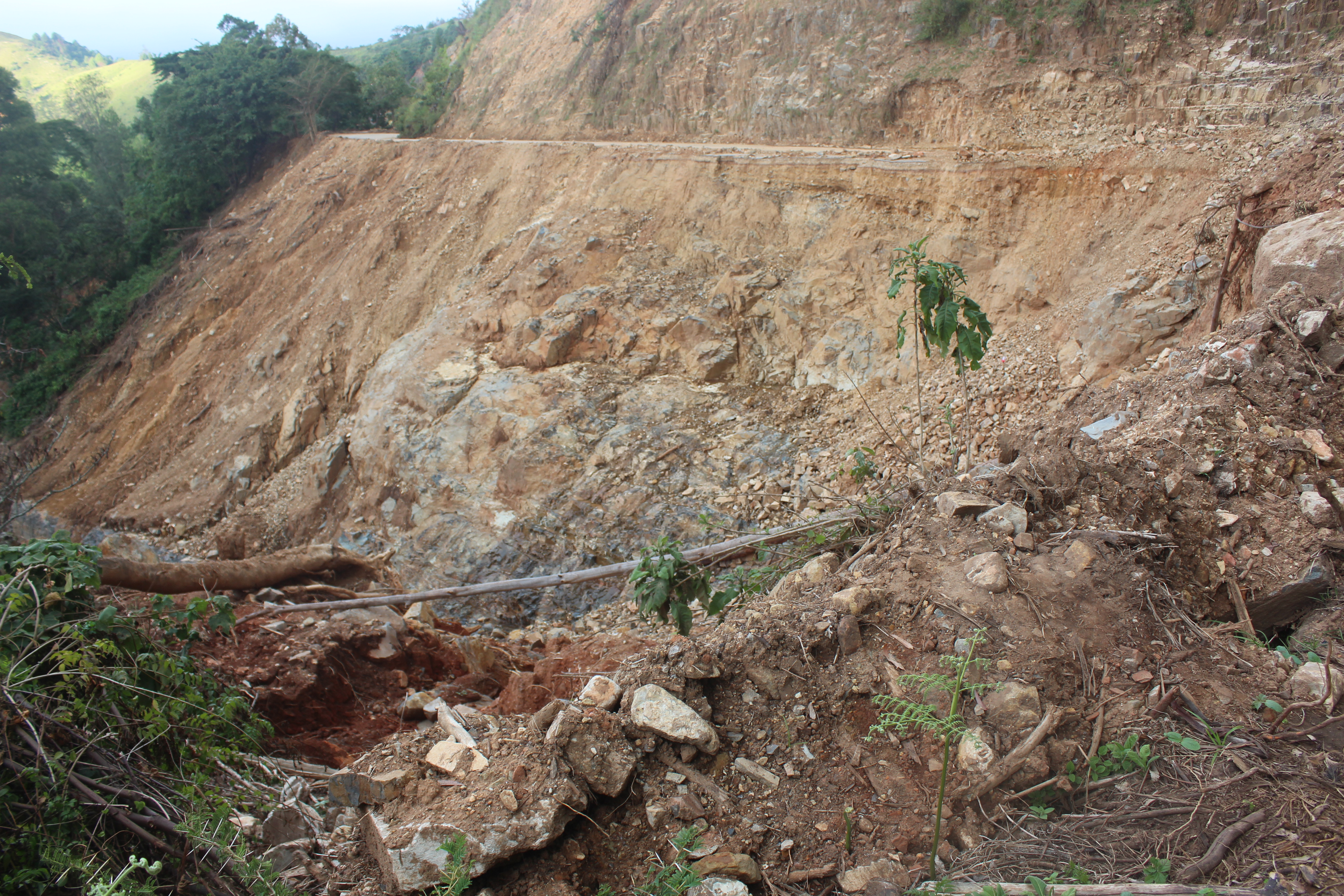
Route coupée à Chimanimani.

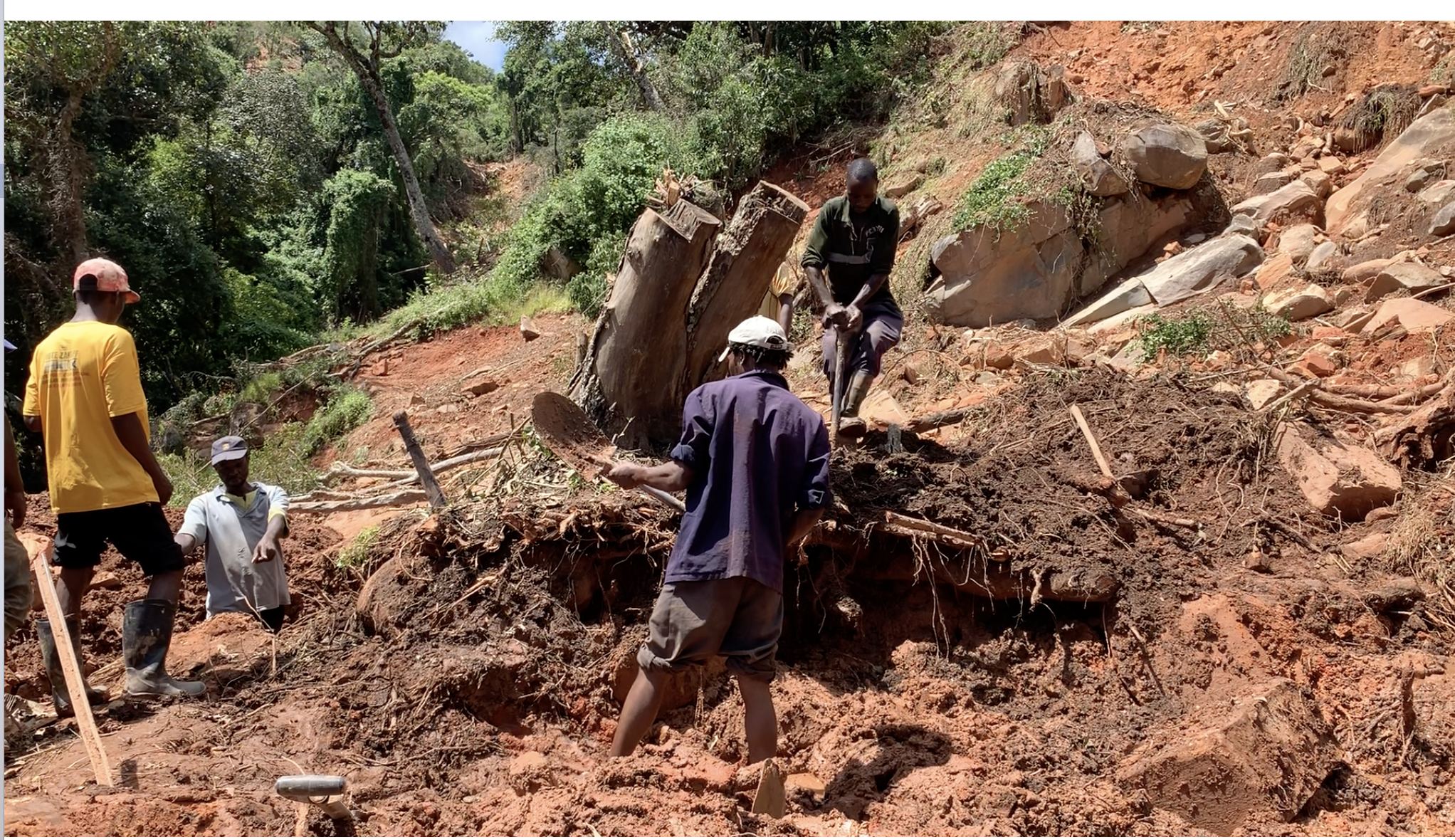
Résidents à la recherche de survivants de glissements de terrain dans le district de Chimanimani, Zimbabwe.

De fortes pluies sont tombées sur une grande partie de l'est du Zimbabwe lorsque le cyclone a dévasté la frontière avec le Mozambique. Les pluies les plus fortes sont tombées dans le district de Chimanimani, province de Manicaland, avec des accumulations atteignant 200 à 400 mm. Des inondations généralisées ont suivi, faisant au moins 259 morts, plus de 217 disparus et au moins 200 blessés au 20 mars,,. Environ 200 000 personnes ont été affectées dans cette seule région. Dans tout le pays, environ 270 000 personnes fut sinistrés par le cyclone.
Les dégâts ont aussi débordé dans le district voisin de Chipinge. La rivière Nyahonde a débordé et inondé de nombreuses communautés des deux districts. La destruction de nombreux ponts et routes dans l'est de Chimanimani a isolé de nombreux résidents. Dans la ville de Chipinge, 600 maisons furent détruites et 20 000 endommagées. Le 19 mars, le niveau d'eau a dépassé le barrage de Marowanyati à Murambinda, le long du Mwerahari.

## Aide et conséquences

### Interventions locales

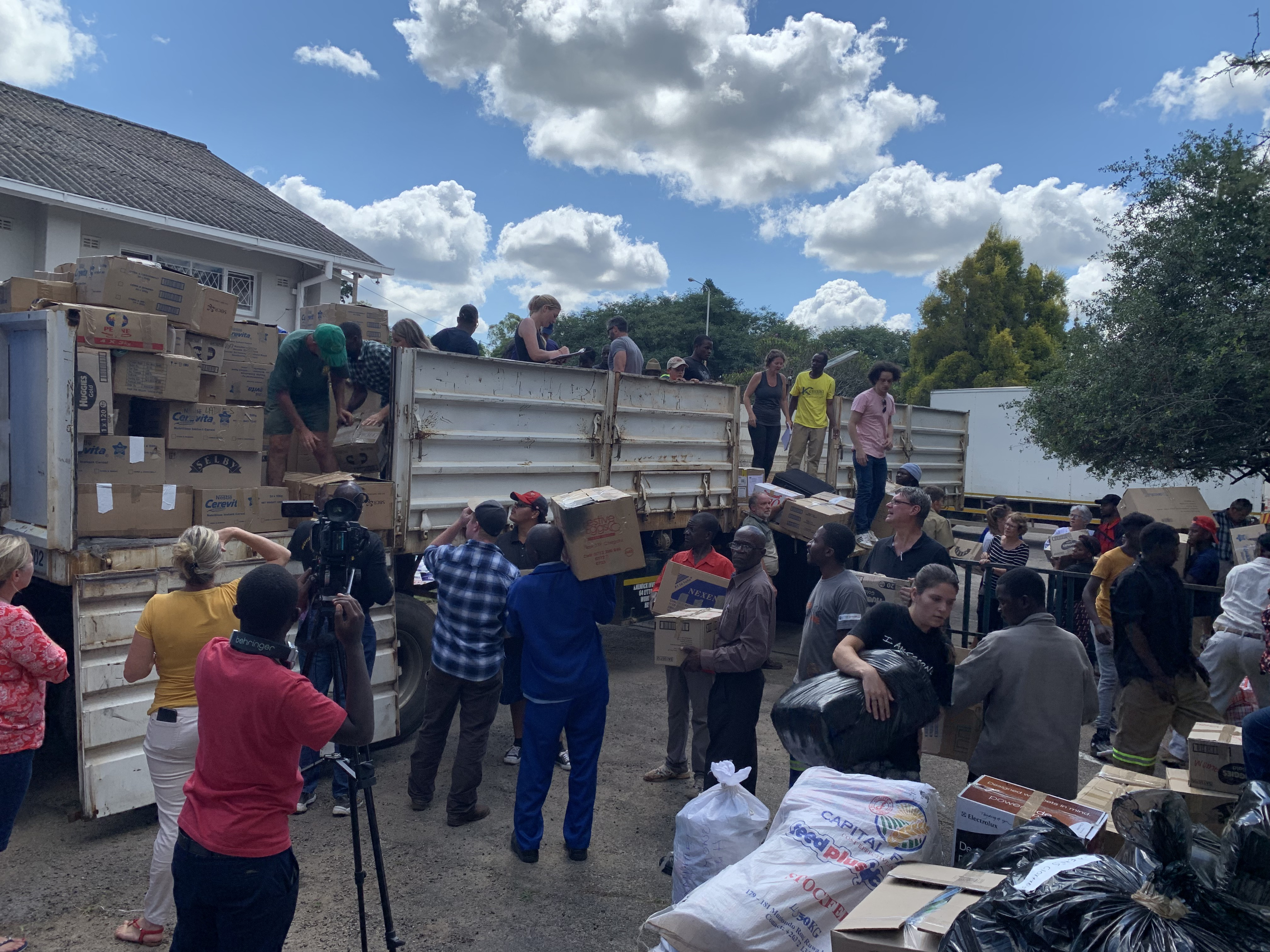
Volontaires distribuant les secours dans le district de Chimanimani au Zimbabwe.

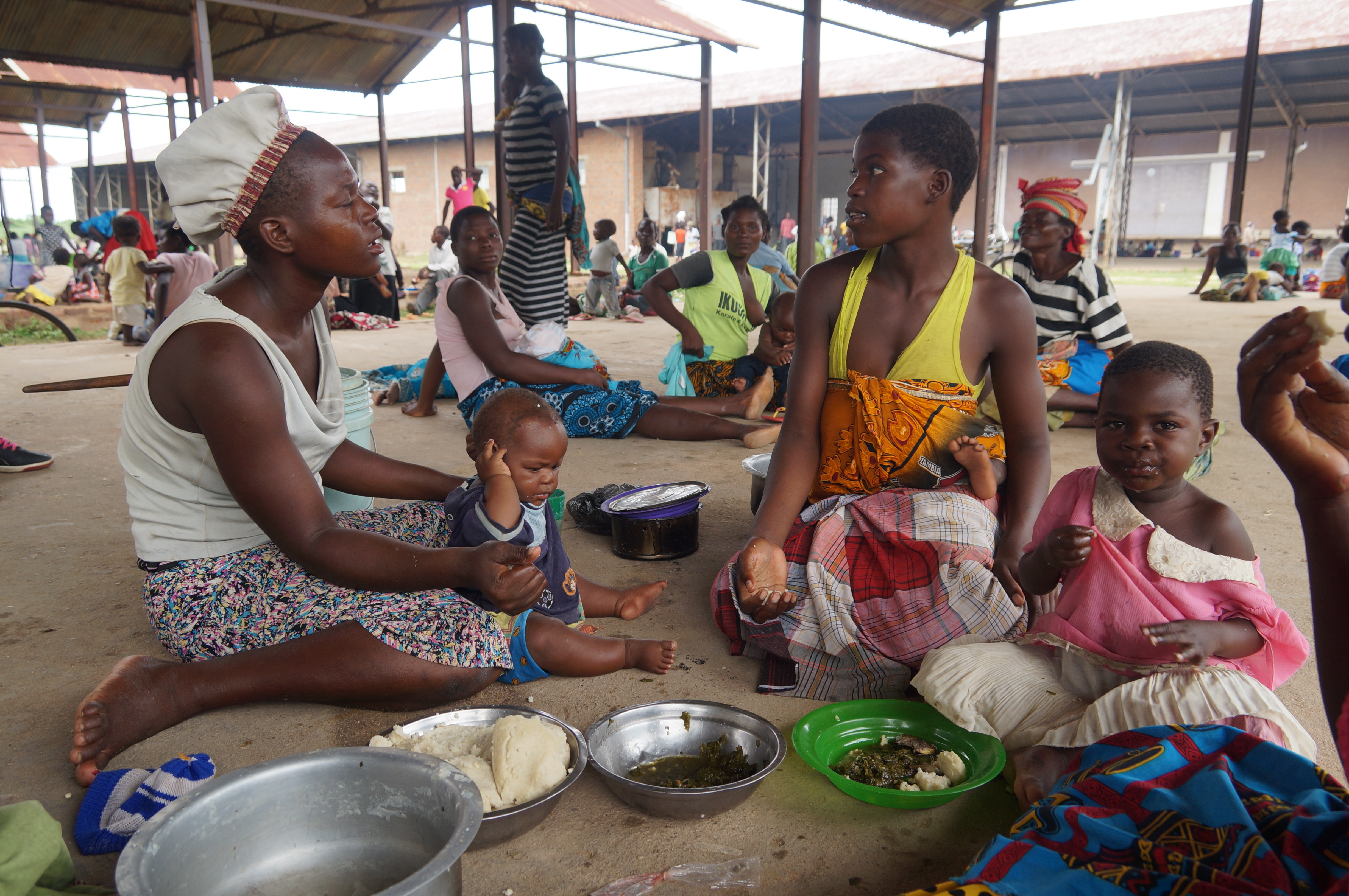
Sinistrés dans un camp à Bangula, Malawi.

À la suite des premières inondations au Mozambique, le gouvernement a demandé 1,1 milliard MT (17,6 millions $US) pour fournir une aide aux victimes des inondations. L'ampleur de la crise humanitaire a submergé les sauveteurs. Dans de nombreux cas, les victimes ont dû être abandonnées à leur sort afin de sauver d’autres victimes plus pressantes. L’Institut national de gestion des catastrophes, normalement considéré comme capable de gérer les catastrophes au Mozambique, n’a pas pu faire face à l’ampleur de la catastrophe. L'agence a déployé des bateaux et des hélicoptères pour sauver les résidents. Une assistance insuffisante a laissé des milliers de victimes coincées dans les arbres et sur les toits cinq jours après le passage du cyclone. Beira est restée en grande partie inaccessible jusqu'au 20 mars, avec des infrastructures dévastées et les rivières toujours en une crue. Le Ministre des terres et de l'environnement du Mozambique, Celso Correia, a déclaré le 21 mars que 128 941 personnes avaient été déplacées vers 143 centres d'évacuation à travers le pays, souvent dans des conditions d'extrême pauvreté. Les trois quarts des personnes déplacées résidaient dans la province de Sofala, où le cyclone a touché la deuxième fois. Le 23 mars, il a été signalé que de nombreux centres d'urgence locaux au Mozambique n'avaient été approvisionnés que récemment et que certaines zones étaient encore isolées.
Le 8 mars, le président du Malawi, Peter Mutharika, a déclaré l'état d'urgence pour les districts touchés, incitant à la mobilisation des forces de défense malawiennes,,. Le gouvernement a estimé qu'il faudrait 16,4 millions de dollars pour atténuer les effets des dégâts causés par les inondations. Selon les premières estimations, le nombre de personnes ayant un besoin urgent d'aide serait de 120 000, principalement dans les districts de Chikwawa, Nsanje, Zomba, Mulanje, Phalombe et Mangochi. Avec le soutien de la Croix-Rouge danoise, la Croix-Rouge du Malawi a distribué des fournitures d'une valeur de 18 millions de K (25 000 $US) aux personnes déplacées le 11 mars. Le 11 mars, l’Administration fiscale du Malawi a fourni pour une valeur de 21 millions de K (29 000 $US) de fournitures - sous la forme de 7,5 tonnes de farine de maïs, de 500 balles de sucre et de 20 tonnes de sel - et a fait un don en espèces de 2 millions de K. 3 000 dollars). Les responsables locaux ont établi 187 camps d'évacuation, tandis que les églises et les écoles étaient utilisées comme abris de fortune. Cependant, ils manquaient de capacité et beaucoup de personnes furent obligées de dormir à la belle étoile. Jusqu'au 18 mars, de grandes parties des districts de Chikwawa et de Nsanje sont restées inaccessibles par voie terrestre ; des hélicoptères et des bateaux ont été utilisés pour livrer des fournitures dans ces zones.
Le président du Zimbabwe, Emmerson Mnangagwa, a déclaré l'état d'urgence peu après la tempête et a déployé les armées de terre et de l'air nationales. Le 17 mars, un centre de commandement avait été établi à Harare pour coordonner les efforts de secours et de secours. Les fortes pluies persistantes, les inondations continues et les glissements de terrain ont entravé les opérations de secours, laissant de nombreux habitants sans aide. Le gouvernement du Zimbabwe a alloué  50 millions de dollars au RTGS pour les interventions d’urgence et la reconstruction. Des fournitures médicales ont été envoyées à Mutare. Cependant, les infrastructures endommagées ont entravé la distribution. Les résidents ont établi des centres de collecte à Bulawayo et à Harare. Certaines zones touchées restèrent encore difficiles à atteindre au 22 mars, y compris Chimanimani.

### ONU
Au Malawi, l’UNICEF a fourni divers produits sanitaires aux résidents de Chikwawa, Mangochi, Nsanje et Phalombe. Ceux-ci comprennent des trousses d'hygiène, des bouteilles d'eau filtrée, du savon, des sachets de solution de réhydratation orale, des antibiotiques pour enfants et des moustiquaires imprégnées d'insecticide. Des fournitures supplémentaires ont été envoyées aux hôpitaux régionaux. L'agence a évalué un besoin à long terme de 8,3 millions $US pour aider les femmes et les enfants. Immédiatement après le cyclone, l'organisme estimait qu'il fallait environ 10 millions de dollars US pour répondre aux besoins les plus urgents des enfants au Mozambique.
Les Nations unies et ses partenaires ont lancé un appel pour un secours d'urgence de 40,8 millions $US afin d'aider les personnes touchées par Idai au Mozambique. Le Programme alimentaire mondial (PAM) s'est dépêché pour faire parvenir des biscuits à haute teneur énergétique et des aliments faciles à cuisiner par voie aérienne dans des villages isolés. Le 20 mars, le PAM a acheminé par avion 20 tonnes de vivres depuis Dubaï vers la région. Un hélicoptère de transport Mi-8 sous contrat avec le Service aérien humanitaire des Nations unies a été détourné vers la zone le même jour, et deux autres devraient arriver par avion. Au 22 mars, 20 millions $US au total avaient été dégagés sur le fonds d'urgence des Nations unies. Le secrétaire général des Nations unies a appelé à un renforcement de l'aide internationale, citant l'insécurité alimentaire au Mozambique, au Malawi et au Zimbabwe, ainsi que la nécessité de reconstruire.
Le 23 mars, le PAM a déclaré que la catastrophe au Mozambique était une « urgence de niveau trois », le plus haut niveau. Cela le place dans la même catégorie que les guerres civiles au Yémen, en Syrie et au Sud-Soudan.

### Réactions internationales
La Fédération internationale des sociétés de la Croix-Rouge et du Croissant-Rouge (FICR) a qualifié la catastrophe de l'une des pires crises humanitaires de l'histoire récente du Mozambique. L'agence a lancé le 20 mars un appel pour obtenir des fonds d'urgence de 10 millions de francs suisses en faveur de 75 000 personnes ayant un besoin urgent d'assistance. Dès le 16 mars, les Forces de défense d'Afrique du Sud ont fourni une assistance aérienne et terrestre aux opérations de secours au Malawi et au Mozambique.
Le 18 mars, le Département du Développement international du Royaume-Uni a envoyé une aide humanitaire de 6 millions de livres sterling (8 millions de dollars américains) au Mozambique et au Malawi. Le lendemain, 7 500 abris et 100 tentes familiales sont arrivés au Mozambique pour fournir un logement temporaire aux personnes déplacées. Une somme supplémentaire de 12 millions de livres sterling (16 millions de dollars américains) de kits d'alimentation, d'eau et d'abris fut fournie le 20 mars. Le pays a également aidé le Programme alimentaire mondial (PAM) à fournir de la nourriture à 140 000 personnes jusqu'à la fin du mois de mars.
Médecins Sans Frontières est aussi arrivé à Beira le 18 mars pour évaluer les besoins médicaux et soigner les victimes. Les cliniques et les hôpitaux de la région ayant été gravement endommagés ou détruits, ou manquant d'électricité et d'eau, les efforts visant à traiter les blessures ont été entravés. En collaboration avec la Croix-Rouge, l'Armée du Salut s'est efforcée de fournir deux repas par jour à 500 familles de la ville pendant trois semaines à compter du 20 mars. CARE Australie a lancé un appel d'urgence le 20 mars et a déployé du personnel dans les pays touchés,.
Le 19 mars, l'Union européenne a débloqué une aide d'urgence de 3,5 millions d'euros (4 millions $US) au Mozambique, au Malawi et au Zimbabwe. Le même jour, IsraAid a envoyé du personnel au Mozambique pour aider à la reprise. Le personnel était prêt à offrir du matériel médical, des secours et des soins psychologiques aux personnes touchées par la tempête. Il était également prêt à aider à rétablir l'accès à de l'eau potable.
La Croix-Rouge française a transporté des articles ménagers depuis leur entrepôt situé à La Réunion quelques jours après le cyclone. Avec l'appui et le financement du gouvernement français, l'agence a fourni du matériel à la Croix-Rouge du Mozambique pour appuyer ses opérations de secours. Le porte-hélicoptères Tonnerre de la Marine nationale française a quitté Mayotte où il a chargé 25 tonnes de vivres et de matériel de la plate-forme d'intervention régionale de l'océan Indien pour le Mozambique qu'il doit rallier le 28 mars. La frégate Nivôse chargé du fret humanitaire à la Réunion doit le rejoindre dans le cadre de l'« opération Caouanne ».
Trois délégués chacun du Croissant-Rouge des Émirats furent envoyés au Malawi, au Mozambique et au Zimbabwe. Les Émirats arabes unis ont aussi expédié 18,3 millions de dirhams de denrées alimentaires, d'eau et d'approvisionnement en abris. La Norvège a fourni 6 millions de couronnes (700 000 $US) au PAM.
Le 21 mars, la Croix-Rouge de Singapour a annoncé qu'elle ferait don de 90 000 $US aux opérations de secours au Mozambique et mettrait en place une équipe prête à intervenir lors de catastrophes. La Croix-Rouge portugaise a déployé une équipe d'intervention en matière de soins médicaux et de gestion des catastrophes en prévision des opérations majeures de la FICR. Le 22 mars, le Portugal a versé une aide de 29 000 euros aux provinces de Manica et Zambézia du Mozambique.
Deux avions C-130 de la Force aérienne portugaise transportant des soldats, du personnel médical et une équipe de secours en cas de catastrophe sont partis pour le Mozambique le 21 mars. La marine indienne a détourné trois navires vers le port de Beira pour fournir une assistance humanitaire. Les forces d'aide indiennes ont signalé que les efforts de secours étaient rendus plus difficiles par les fortes marées, qui ne leur laissaient que des intervalles de deux à trois heures pour agir.
Le 24 mars, la FICR a révisé son appel au Mozambique compte tenu des dommages beaucoup plus importants que prévu initialement. L'agence a demandé 31 millions de francs suisses pour venir en aide à 200 000 victimes pendant deux ans. Le Croissant-Rouge de Turquie, la Croix-Rouge d'Espagne, la Croix-Rouge allemande et la Croix-Rouge de Belgique ont également apporté un soutien supplémentaire en termes de personnel, d'argent et de réduction des risques de catastrophe. Le même jour, le gouvernement marocain avait déployé quatre aéronefs des Forces armées royales transportant collectivement 39 tonnes de secours.

### Épidémies
De nombreux organismes d'aide ont souligné le besoin urgent de fournir de l'eau potable aux habitants de la région, prévenant du risque de maladie. Des cas de choléra, une maladie transmise par l’eau contaminée par des matières fécales, ont été signalés à Beira le 22 mars. Il y a eu une augmentation de l'incidence du paludisme, attribuée à des moustiques porteurs du paludisme se reproduisant dans les eaux stagnantes,. La fièvre typhoïde, une autre maladie d'origine hydrique et les maladies diarrhéiques sont d'autres risques. Au moins quatre personnes ont contracté la typhoïde à Dombe, dans la province de Manica au Mozambique, avec des cas signalés d'autres maladies apparaissant dans la province. Les responsables de la santé du Mozambique ont signalé au moins 2 700 cas de diarrhée au 26 mars.
La Croix-Rouge canadienne a décrit le risque d'épidémies majeures dans la région comme une « bombe à retardement » et a établi un hôpital de campagne avec 53 tonnes de matériel médical et trois véhicules de transport terrestre pour distribuer l'aide. Le gouvernement chinois a pulvérisé un désinfectant anti-choléra dans la région de Beria et a envoyé des médecins. Le 1er avril, l'Organisation mondiale de la santé a fourni 884 953 vaccins anticholériques et 900 000 moustiquaires de lit au Mozambique. La campagne de vaccination de l'agence a véritablement débuté le 3 avril. Les efforts de lutte contre la propagation de la maladie ont été entravés par les destructions causées par le cyclone, avec 55 centres de santé détruits dans la région. Le principal hôpital de Beira a subi d'importants dégâts, rendant inutilisables six de ses sept salles d'opération.